# Chaetocalyx scandens
Chaetocalyx scandens är en ärtväxtart som först beskrevs av Carl von Linné, och fick sitt nu gällande namn av Ignatz Urban. Chaetocalyx scandens ingår i släktet Chaetocalyx och familjen ärtväxter. IUCN kategoriserar arten globalt som livskraftig.

## Underarter
Arten delas in i följande underarter:
- C. s. pubescens
- C. s. scandens